# Língua takuu
Takuu (também Mortlock, Taku, Tau ou Tauu) é uma língua polinésia, mais especificamente das Eliceanas falada no atol de Takuu, perto de Bougainville (ilha) Está intimamente relacionado com as línguas nukumanu  e nukura da Papua-Nova Guiné e com as línguas ontong java  e sikaiana das Ilhas Salomão].

## População
A língua Takuu é falada na vila de Mortlock, no atol de Takuu (Ilhas Marqueen), na costa leste de Bougainville, Papua-Nova Guiné. Takuu fica a cerca de 250 km a nordeste de Kieta, capital de Bougainville. O atol consiste em cerca de 13 ilhas, mas a maioria da população vive em uma pequena ilha vizinha chamada Nukutoa. As ilhas são habitadas por aproximadamente 400 pessoas de origem polinésia. As pessoas que falam a língua Takuu são conhecidas "as pessoas de Takuu" ou apenas Takuu. De acordo com Ethnologue, existem cerca de 1.750 falantes da língua.

### Consoantes
Takuu tem onze consoantes: f, k, l, m, n, p, r, s, t, v e h. Moyle afirma que as consoantes oclusivas são, p, t, k. As consoantes denominadas fricativas são f / v, s, h. As consoantes nasais são m, n, a consoante lateral é l, aproximante é r. As consoantes labiais consistem em p, f / v, m. As consoantes apicais consistem em t, s, n, l, r. A consoante velar é k e a glotal é h (Moyle 2011). Segundo Moyle, há uma distinção entre vogais longas e extensão da vogal, mas também os padrões de tonicidade ao dizer palavras diferentes. Moyle diz que muitas vezes se encontram pessoas que pronunciam as mesmas palavras com uma vogal entre tais consoantes. Também existem formas expandidas de palavras diferentes quando usadas em músicas.

### Vogais
De acordo com Richard Moyle, do livro de gramática e dicionário Takuu, as vogais que estão no idioma Takuu consistem em: a, e, i, o, u.
Ele também afirmou afirmou que as vogais altas / u / e / i / são pronunciadas como deslizamentos / w / e / j / respectivamente, especialmente quando precedem a vogal fechada / a / ou quando / u / precede / i /.

## Gramática

### Ordem das palavras
A ordem básica das palavras no idioma Takuu é Sujeito-Objeto-Verbo
- “Naa tama raa ku honusia ttai”. → A maré submergiu as pessoas
- “Aku karamata e ausia te au”. → A fumaça é irritante para meus olhos.

### Reduplicação
O idioma Takuu também usa reduplicação em seu idioma. É mostrado principalmente dentro de seus verbos. Eles usam a reduplicação como um marcador de ação repetida. O exemplo abaixo é para ilustrar um exemplo de algumas das palavras que usam reduplicação.
Verbos de exemplo:
```
   kata     kata-kata         apuru    apurupuru
  riso      rindo             afundar  afundando
```

Moyle também declara que, “em Takuu, a maioria dos verbos concorda em número com o plural de sujeitos, reduplicando a primeira sílaba da raiz. Existem exceções: alguns verbos têm apenas uma forma. Quando a primeira sílaba é reduplicada, a vogal é omitida, formando uma consoante inicial do geminado. No entanto, entre os falantes mais antigos, a reduplicação da sílaba é mantida. Também é rotineiramente retida em canções para alcançar um número predeterminado de sílabas em uma linha poética. Os padrões básicos para reduplicação estão listados abaixo.
- Dig → "Keri"
- Servir bebidas → “Verificar”
- Dividir ao meio → "Vasi"
- Formas plurais → "Kkeri", "Ttaki", "Vvasi"

Quando a consoante inicial é h, ela muda para f na forma plural.
- Quebrar → "coração"
- Dobrar → "rígido"
- Deslocar → "parar"
- Engulir → "lavar"
- Derrubar → "mudar"
- Formas plurais → “ffati”, “ffuri”, “ffiti”, “fforo”, “ffuri”

As consoantes geminadas são usadas quando o verbo começa com uma vogal.
- Saber → "saber", * Forma plural → "illoa"

Os verbos com três sílabasque começam com uma consoante e têm r como segunda consoante marcarma forma plural alterando r para ll (Moyle, 2011).
- Pressionar → "tuureki", * Forma plural → "tulleki"
- Chamar → "karana", * Forma plural → "kallana"

No caso de verbos com consoante inicial r, isso também muda para l (Moyle, 2011).
- Proteger → "rorosi", forma plural → "lollosi"
- Encontrar → "faça"
- Forma plural → “llave”

A reduplicação também é um recurso de frases em que a ação do verbo se refere a muitos ou todos os itens disponíveis que estão como sujeitos ou objetos.
- “Maatau”→ Pescar com linha.
- “Mamattau”→ Muitos homens pescando dessa maneira.
- “Kape”→ Levantar e remover com um implemento agrícola.
- “Kapekkape”→ idem vários itens com um implemento.

### Numerais
Os Takuu usam um sistema de contagem numérica de base 10. A língua Takuu possui um sistema único de contagem de palavras, como qualquer outra língua do mundo, mas usa palavras diferentes para contar coisas diferentes. O sistema Takuu não possui um conjunto de palavras, mas muitos conjuntos diferentes de palavras. De acordo com a pesquisa de Richard Moyle sobre a língua Takuu, eles têm palavras para contar cardeais, moedas, malhas, cocos e pedras, peixes, comprimento de cordas, comprimento de madeiras, seres humanos e canoas. Segundo Moyle, o sistema de contagem da língua Takuu se estende de 1 a 1000 (Moyle, 2011).

## Vocabulário

### Vocabulário nativo
- Vender → “Taavi”
- Palha →“Kaha”
- Sombra → “Shade”
- Severo → “Mahi”
- Ondulado → “Mana”
- Caminho → “Ava”
- Guerra → “Uoo”

### Vocabulário comparativo
|             | Takuu             | Samoano   | Toquelauano      | [[ Rarotongano    | Māori             | Havaiano      |
| ----------- | ----------------- | --------- | ---------------- | ----------------- | ----------------- | ------------- |
| céu         | /ɾani/            | /laŋi/    |                  | /ɾaŋi/            | /ɾaŋi/            | /lani/        |
| vento norte | /tokoɾau/         | /toʔelau/ | /tokelau/        | /tokeɾau/         | /tokeɾau/         | /koʔolau/     |
| mulher      | /ffine/           | /fafine/  | /fafine/         | /vaʔine/          | /wahine/          | /wahine/      |
| casa        | /faɾe/            | /fale/    | /fale/           | /ʔaɾe/            | /ɸaɾe/            | /hale/        |
| pais        | /maːtua/          | /matua/   |                  | /metua/           | /matua/           | /makua/       |
| mãer        | /tinna/, /tinnaː/ | /tinaː/   | /maːtua/         | /maːmaː/          | /ɸaea/            | /makuahine/   |
| pai         | /tama/, /tamana/  | /tamaː/   | /tama/, /tamana/ | /metua/, /paːpaː/ | /matua/, /paːpaː/ | /makua kaːne/ |

## Extinção
Embora atualmente o Takuu não seja considerado seriamente ameaçado, pois é falado vigorosamente em toda a ilha, está se tornando cada vez mais ameaçado, pois um número cada vez maior de habitantes da ilha está deixando a ilha por causa de dificuldades econômicas e do impacto das mudanças climáticas e do aumento do nível do mar. Muitas das gerações mais jovens de Takuu que vivem no exterior não usam mais o Takuu nas conversas diárias, enquanto a população da própria ilha está se esgotando cada vez mais. A ativista de Takuu Raroteone Tefuarani disse que ficou chocada ao ver a rápida perda de linguagem e identidade cultural entre a população de Takuu que havia sido reassentada em Buka, Bougainville em 2012. Até 2016, estima-se que existam apenas algumas centenas de residentes permanentemente em Takuu.

## Filmes
Em 2006, uma equipe de cineastas (Briar March e Lyn Collie) visitou o atol duas vezes, “fazendo um documentário que registra a cultura e a vida no atol e examina a possibilidade de a comunidade ter que se mudar para o continente de Bougainville se a situação física piorar. " A segunda filmagem em 2008 foi filmada por Scott Smithers e John Hunter. Seus filmes ajudaram as pessoas a capturar como as pessoas de Takuu vivem seu dia-a-dia. Briar, Lyn, Scott e John descobriram que o povo Takuu reside em “casas de palha tradicionais que ficam em filas lotadas, tão próximas umas das outras que os beirais quase se tocam. Existem poucas árvores na ilha além dos coqueiros, e a rua principal serve como marae, um espaço para cerimônias rituais. ” A música é uma parte fundamental de sua vida e por causa de seus "longos períodos de isolamento"; muitas das canções, histórias e danças indígenas sobreviveram até hoje. Isso mostra que o povo Takuu valoriza muito suas práticas indígenas e crenças religiosas. Embora existam numerosas igrejas estabelecidas em Nukutoa, elas não pareciam se dar ao trabalho de promover sua cultura antiga por uma nova, tornando-as uma cultura independente. Assim como o idioma havaiano usa uma dança chamada Hula para contar histórias, os Takuu usam o lado musical de seu idioma para contar histórias de "viagens entre as ilhas, bem como celebrações de relacionamentos bem-sucedidos, sejam eles relacionamentos que unam famílias extensas, em atividades produtivas ou relacionamentos que ligam as pessoas com seus ancestrais em tempos de necessidade ”através de canções.

## Amostra de texto
1.	mua te mahaa mai ana naa mee hakkaatoa raa, te Taratara raa ku oti te takoto. Ttaratara naa ni noho ma TeAtua. Ttaratara naa ko TeAtua koi.
2.	A Ia ni noho ma TeAtua imua te mahaa mai ana te lani ma te maarama nei.
3.	See hai mee te maarama nei ni ssura soko laatou. Naa mee hakkaatoa ni penaa iloto naa mahi te Taratara naa. A Ia naa ko te tahito te ora, teenaa ko te ora e hakamaasina naa tama te maarama nei.
4.	Naa kina ni takkoto poouri raa ni maasina hakkaatoa. Te maasina naa ni see lavaa te uuhia te poouri.
1. No princípio era o Verbo, e o Verbo estava com Deus, e o Verbo era Deus.
2. O mesmo foi no começo com Deus.
3. Todas as coisas foram feitas por ele; e sem ele nada do que foi feito foi feito.
4. Nele estava a vida; e a vida era a luz dos homens.
5. E a luz brilha nas trevas; e as trevas não o compreenderam.

## Lligações externas
- Takuu em Etthnologue
- Takuu em Joir.ru
- Takuu em Omniglot.com